# 圣克莱芒德勒韦
圣克莱芒德勒韦（法語：Saint-Clément-des-Levées，法語發音：[sɛ̃ klemɑ̃ de ləve] ⓘ）是法国曼恩-卢瓦尔省的一个市镇，属于索米尔区。

## 地理
圣克莱芒德勒韦（47°19'51"N, 0°11'5"W）面积10.22 平方千米，位于法国卢瓦尔河地区大区曼恩-卢瓦尔省，该省份为法国西部内陆省份，大致对应安茹地区，北起顺时针与马耶讷省、萨尔特省、安德尔-卢瓦尔省、维埃纳省、德塞夫勒省、旺代省、大西洋卢瓦尔省和伊勒-维莱讷省接壤。
与圣克莱芒德勒韦接壤的市镇（或旧市镇、城区）包括：隆盖-瑞梅勒、热讷-瓦勒德卢瓦尔。
圣克莱芒德勒韦的时区为UTC+01:00、UTC+02:00（夏令时）。

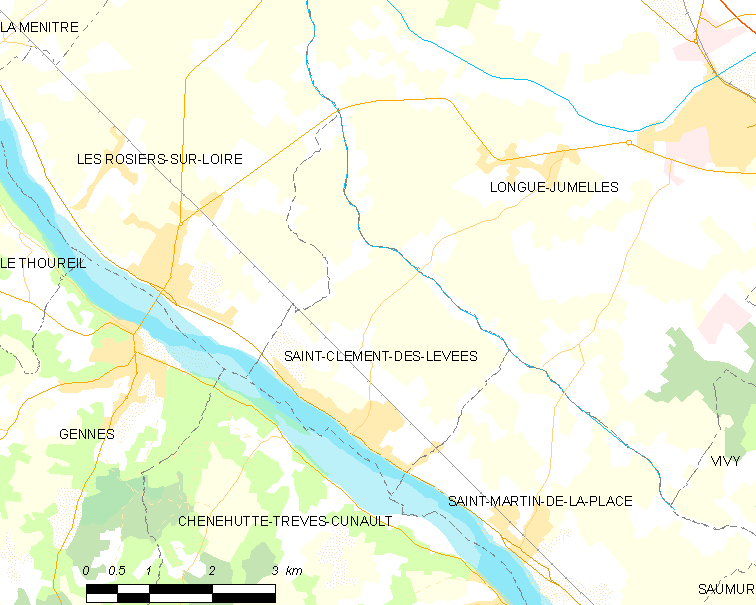
圣克莱芒德勒韦的OSM定位图

## 行政
圣克莱芒德勒韦的邮政编码为49350，INSEE市镇编码为49272。

## 政治
圣克莱芒德勒韦所属的省级选区为隆盖-瑞梅勒县。

## 人口

1962-2008年间圣克莱芒德勒韦人口变化图示

圣克莱芒德勒韦于2022年1月1日时的人口数量为1127人。